# Battaglia di Longue-Pointe
La battaglia di Longue-Pointe fu un tentativo da parte di Ethan Allen, e una piccola forza americana e di miliziani del Québec, di catturare Montréal, in mano alle forze britanniche, il 25 settembre 1775, agli inizi della guerra d'indipendenza americana. Allen, che aveva ricevuto solo l'ordine di arruolare i miliziani tra gli abitanti locali, aveva a lungo pensato di poter prendere la città poco difesa. Quando raggiunse le sponde meridionali del fiume San Lorenzo con circa 110 uomini, ebbe l'opportunità di provare. Il maggiore John Brown, che Allen affermava sarebbe dovuto giungere con forze addizionali, non arrivò mai, isolando Allen e i suoi uomini sulla sponda settentrionale del fiume.
Il generale britannico Guy Carleton inviò una forza composta per la maggior parte da miliziani della Provincia del Québec, dopo aver saputo che Allen e i suoi uomini avevano attraversato il fiume. Questa forza militare tagliò la via di fuga di Allen, catturando lui con parte dei suoi uomini. Il generale poi lasciò Montréal, che cadde, senza resistere, in mano all'Esercito Continentale, il 13 novembre. Allen fu prima inviato in Inghilterra e poi a New York per essere infine scambiato con altri prigionieri in mani americane nel 1778.

## Antefatti
Nel XVIII secolo, la città di Montréal occupava solo una piccola parte dell'isola di Montréal, al centro di ciò che oggi è chiamata Montréal Vecchia. La punta orientale dell'isola era chiamata Longue-Pointe e lì vi era per l'appunto il Fort Longue-Pointe, di fronte a Longueuil, sulla sponda opposta del fiume. Quest'area, annessa alla città nel 1910 ed ora parte del sobborgo Mercier-Hochelaga-Maisonneuve, è vicina al luogo in cui avvenne lo scontro.
Con l'inizio della guerra, molti ritenevano che sarebbe stato facile diffondere la ribellione nella Provincia del Québec, divenuta possedimento britannico solo nel 1759 ma la cui popolazione provava risentimento verso il dominio inglese. L'invasione americana del Québec cominciò con l'arrivo ad Île aux Noix delle truppe dell'Esercito Continentale, sotto il comando del generale Philip Schuyler, il 4 settembre 1775. Schuyler, all'epoca malato, dovette cedere il comando dell'esercito al generale Richard Montgomery, a cui venne ordinato di assediare Fort Saint-Jean. Al forte, a sud di Montréal sul fiume Richelieu, il generale britannico Guy Carleton aveva concentrato alcune truppe regolari dopo la cattura ribelle di Fort Ticonderoga, nel maggio di quell'anno.

### La situazione americana
Prima di cedere il comando, Schuyler emanò un proclama rivolto alla popolazione del Québec, incoraggiandoli ad opporsi ai britannici e a supportare la causa americana. L'8 settembre, Ethan Allen e il maggiore John Brown arrivarono nella campagna tra Saint-Jean e Montréal con un piccolo gruppo di americani per far circolare il proclama, incontrandosi con James Livingston, un simpatizzante di Chambly, e con un moicano locale di Caughnawaga. Livingston, in seguito, reclutò 300 miliziani che si accamparono a Pointe-Olivier, presso Fort Chambly. Allen e Brown tornarono poi a Île aux Noix.
Allen aveva per lungo tempo sperato di poter conquistare Montréal. Dopo che lui e Benedict Arnold catturarono il forte Ticonderoga nel maggio 1775, con alcuni uomini si diresse a nord, verso il forte Saint-Jean con l'idea di puntare poi su Montréal. Il piano però fu rovinato con l'arrivo dei soldati britannici a Saint-Jean; i successi ottenuti, tuttavia, resero Allen una figura nota a Montréal e nella vallata del fiume Richelieu.

### La situazione a Montréal

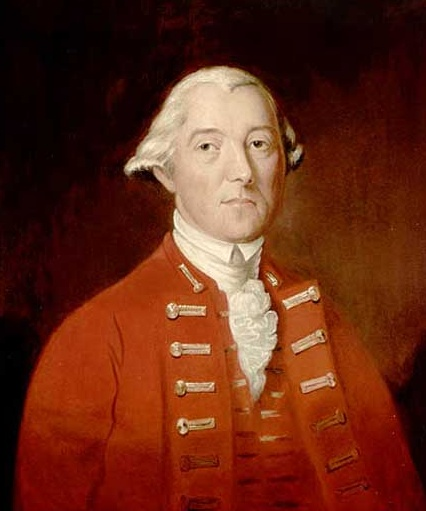
Il generale Guy Carleton

In seguito alla cattura del forte Ticonderoga, il generale Carleton, con solo 800 soldati regolari a disposizione per difendere l'intera provincia, concentrò queste truppe nell'area del forte Saint-Jean, posizionando circa 500 di essi, assieme a 250 miliziani e nativi, proprio all'interno della fortificazione. Le forze rimanenti furono distribuite nei forti di frontiera lungo i Grandi Laghi, con le relative piccole guarnigioni a Montréal, Trois-Rivières e Québec. Durante l'estate del 1775, tentò di reclutare nuovi miliziani tra la popolazione. Ebbe però successi limitati, in parte a causa della propaganda americana e le agitazioni prodotte dai simpatizzanti per i ribelli, specialmente Thomas Walker, James Price e James Livingston. A luglio, Carleton era apparentemente soddisfatto del numero di nuove reclute a Montréal, ma fece poco per fermare le attività degli agitatori, che inoltre inviavano rapporti agli americani sulla preparazione militare britannica.

## Preludio alla battaglia

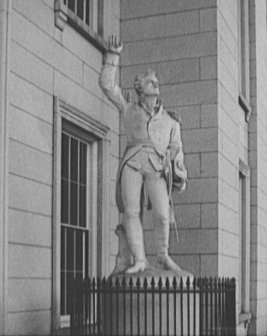
Una foto del 1904 di una statua di Ethan Allen, a Montpelier, nello stato del Vermont

Quando finalmente Montgomery mise sotto assedio il forte Saint-Jean, ordinò ad Allen e circa 30 uomini di congiungersi ai canadesi di Livingston per rendere sicuro la sponda meridionale del fiume San Lorenzo dai tentativi di Carleton di rompere l'assedio. Ordinò inoltre a una forza maggiore, sotto il comando di Brown, di rendere sicura l'area a nord del forte e la strada tra Saint-Jean e Montréal.
Allen viaggiò lungo la riva sudorientale il Richelieu, fino a Sorel, dove guadò il fiume e continuò lungo il San Lorenzo fino a Longueuil. Secondo la testimonianza di Allen, lì incontrò Brown e i due idearono un piano per attaccare Montréal. Brown avrebbe attraversato il fiume con 200 uomini a La Prairie, a monte del fiume rispetto alla città, mentre Allen, con i suoi miliziani americani e 80 canadesi, sotto il comando di Loiseau e Duggan, due capitani di Livingston, avrebbe attraverso il fiume proprio a Longueuil, per poi convergere sulla città con il gruppo di Brown.

## La battaglia
Allen e i suoi uomini attraversarono il San Lorenzo nella notte del 24 settembre, sbarcando a Longue-Pointe. Gli abitanti che vi incontrarono furono amichevoli verso di loro, ma Allen mise alcuni uomini di guardia lungo la strada per Montréal, per impedire che le notizie del loro attraversamento raggiungesse la città. Ad ogni modo, un uomo dapprima fermato riuscì a fuggire e arrivare in città, informando Carleton della presenza dei ribelli sull'isola. Brown non attraversò mai il fiume. Non trovando fonti sul perché, lo storico Justin Smith suggerì che Allen nei fatti agì da solo dopo cercò di incolpare Brown del fallimento. Ciò rese Allen e i suoi soli e vulnerabili, dato che impiegarono tre giri per trasportare tutti i suoi uomini sull'isola.
Rendendosi conto di non poter trasportare indietro tutti gli uomini prima dell'arrivo delle truppe dalla città, Allen scelse un'area boschiva vicino a Ruisseau-des-Sœurs (sulla mappa Ruisseau de la Gde Prairie) tra Longue-Pointe e Montréal, dove prendere posizione. Inviò inoltre un messaggio a Thomas Walker, un mercante britannico e noto simpatizzante ribelle che viveva presso L'Assomption, per chiedere assistenza. Walker fu in grado di radunare qualche uomo ma Allen fu catturato prima che potesse giungere alcun soccorso.
Quando il generale Carleton ricevette la notizia che il celebre Ethan Allen era alle porte della città, lanciò l'allarme. Con il diffondersi della notizia, diverse persone cominciarono ad agire in risposta. Il capitano John Campbell radunò una forza di 34 soldati dal 26º Reggimento Fanti (tutta la guarnigione di Montréal), 120 miliziani canadesi e 80 miliziani inglesi, 20 agenti anglo-indiani e alcuni nativi, dirigendosi poi ad affrontare Allen e i suoi uomini. Con l'avvicinarsi dell'unità di Campbell, Allen ordinò a 10 canadesi di proteggere il suo fianco sinistro mentre a Duggan e altri 50 canadesi di occuparsi del fianco destro. Entrambi questi gruppi fuggirono invece di tenere le posizioni, lasciando soli Allen e i suoi 50 uomini rimanenti. Nel corso dei successivi 90 minuti, vi fu uno scontro a fuoco tra i due schieramenti; gli uomini di Allen furono ben presto sopraffatti e, dopo aver tentato di superare in velocità i britannici, si arresero.

## Conseguenze

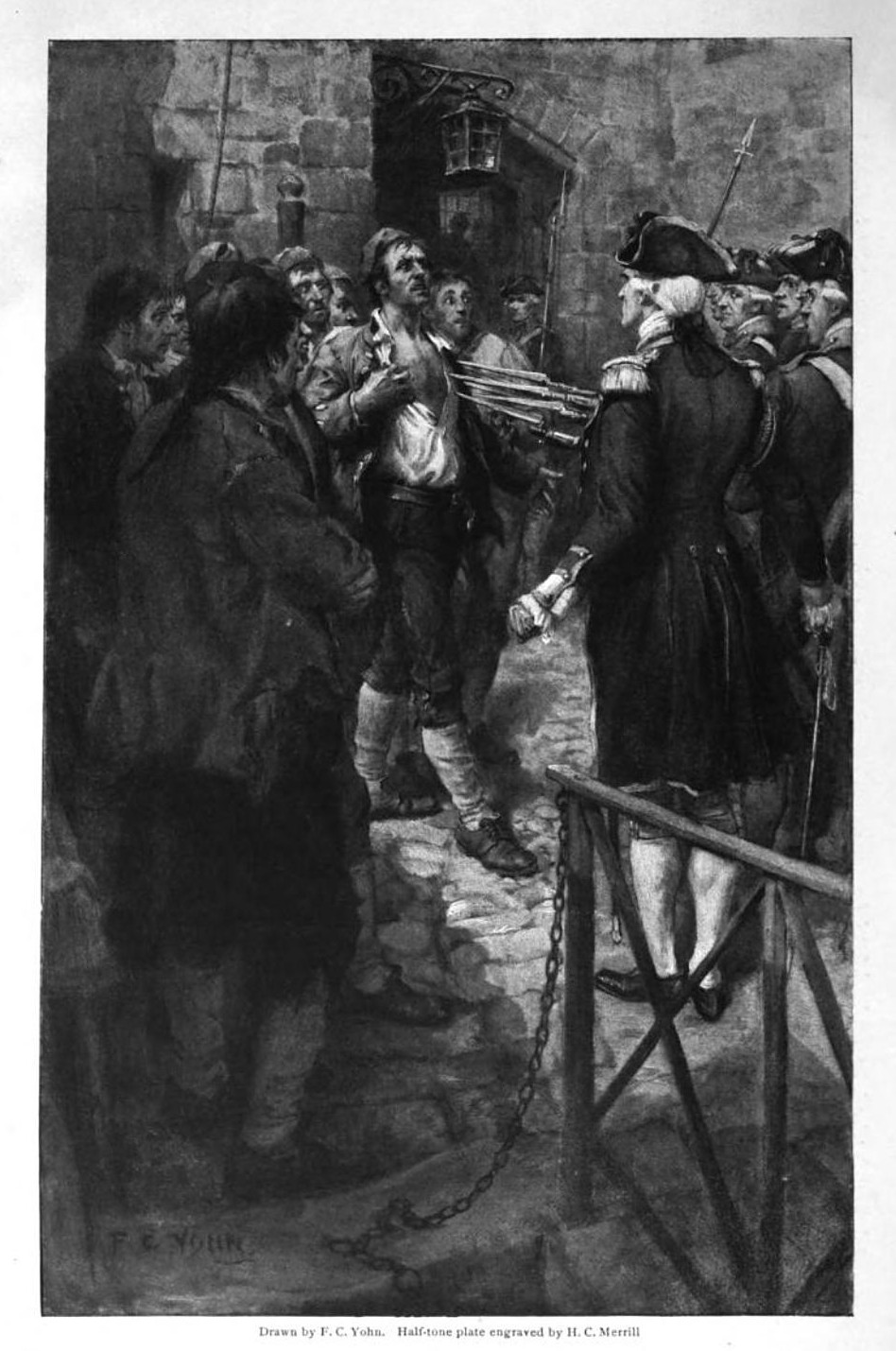
Una stampa raffigurante Ethan Allen e i suoi carcerieri

L'attacco fermato a Montréal portò alla piena mobilitazione della milizia locale nella città, che raggiunse circa 1 000 uomini, ma ben presto cominciò a calare di numero. Carleton si rifiutò di inviare una spedizione per rinforzare i ranghi dei difensori a Saint-Jean e, nel frattempo, i miliziani cominciarono a tornare a casa per occuparsi dei campi e difendere le loro stesse case. A novembre, il forte assediato si arrese, aprendo la strada per Montréal agli americani. Carleton lasciò la città, dirigendosi a Québec, mentre Montgomery e i ribelli occuparono Montréal il 13 novembre.
Allen e gli altri uomini catturati furono condotti in città. Allen, nel suo racconto dell'evento, afferma che il colonnello Richard Prescott voleva giustiziare i canadesi fatti prigionieri ma Allen intercedette in loro difesa, riferendo che lui era la sola causa della loro ribellione. Allen venne confinato in una nave-prigione e condotto in Inghilterra. Lì vi rimase circa un anno, per la maggior parte nella nave, prima di essere ricondotto nel Nuovo Mondo e rilasciato sulla parola nella New York occupata, nel novembre 1776, temendo che se lo avessero impiccato sarebbe diventato un martire per la causa americana. Venne infine scambiato nel maggio 1778 con Archibald Campbell, un ufficiale britannico, e riprese il suo ruolo politico e militare nella neonata Repubblica del Vermont.
Thomas Walker, il commerciante a cui Allen aveva chiesto assistenza, venne arrestato ad inizio ottobre 1775 quando venti soldati e una dozzina di miliziani giunsero da Montréal alla sua casa a L'Assomption. L'abitazione fu distrutta e l'uomo venne imprigionato con l'intento di condurlo in Inghilterra per processarlo. Venne poi liberato quando gli americani conquistarono Montréal e la maggior parte della flotta britannica mentre questa cercava di fuggire dalla città.